# Danny Flores
Daniel (Danny) Flores, ook wel Chuck Rio genoemd (Santa Paula, 11 juli 1929 – Huntington Beach, 19 september 2006) was een Amerikaans zanger en saxofonist.

## Loopbaan
Flores zong zijn zelfgeschreven nummer "Tequila" voor de rock-'n-rollband The Champs en bereikte daarmee in 1958 een nummer 1 hit in de Amerikaanse Billboard. Hij scatte er driemaal het woord tequila op.
Het nummer werd nogmaals gebruikt in de film van Pee Wee Herman "Pee-Wee's Big Adventure" en in de films "Teenage Mutant Ninja Turtles" en "The Freshman".
Danny Flores stierf op 77-jarige leeftijd aan een longontsteking.
- Biblioteca Nacional de España: XX896702
- Bibliothèque nationale de France: cb13809582p (data)
- Gemeinsame Normdatei: 103849815
- International Standard Name Identifier: 0000 0003 6852 8445
- Library of Congress Control Number: n00074765
- MusicBrainz: 94ac59c6-609f-46cf-be47-8e0b69bfe265
- Nationale Bibliotheek van Tsjechië: mzk2010585796
- Nationale Bibliotheek van Israël: 987007328198405171
- Virtual International Authority File: 102370060